# قضية إغلاق حزب الشعوب الديمقراطي 2021–2022
تشير قضية إغلاق حزب الشعوب الديمقراطي إلى إجراء قانوني يتعرض خلاله حزب حزب الشعوب الديمقراطي للتهديد بالإغلاق بينما يواجه المئات من سياسييه حظرًا سياسيًا لمدة خمس سنوات. اتهم المدعي العام حزب الشعوب الديمقراطي بإقامة علاقات تنظيمية مع حزب العمال الكردستاني.

## الخلفية
في الماضي، تم حظر العديد من الأحزاب الموالية للأكراد، وغالبًا ما يواجه السياسيون المؤيدون للأكراد مقاضاة قانونية وأحكامًا بالسجن. فصلت وزارة الداخلية التركية العشرات من رؤساء البلديات المنتخبين المنتمين لحزب الشعوب الديمقراطي منذ الانتخابات البلدية التي أجريت في مارس 2019، بينما تم تهديد أكثر من مائة سياسي بالسجن مدى الحياة بسبب احتجاجات كوباني التي دعمت السكان الأكراد في كوباني أثناء حصار كوباني من قبل تنظيم الدولة الإسلامية (داعش). اتهم العديد من ممثلي الحكومة التركية حزب الشعوب الديمقراطي بأنه منظمة إرهابية وطالب زعيم حزب الحركة القومية دولت بهجلي بإغلاقه. ألمح بهجلي إلى أن حزب الحركة القومية نفسه سيطالب بإغلاق الحزب إذا لم يشرع المدعي العام في قضية الإغلاق بسبب قانون الحزب التركي. كما وصف الرئيس التركي رجب طيب أردوغان قادة الحزب بالإرهابيين. قالت النائبة ميرال دانيش بشتاش إن القضاء سيكون قادرًا على إغلاق الحزب، لكن حركة الحزب لن تُغلق. صرح الرئيس المشارك للحزب، مدحت سنجار، أن الحركة ستعيد تجميع نفسها في حزب آخر كما فعلوا في الماضي عندما تم إغلاق الأحزاب الموالية للأكراد. في نفس اليوم الذي رفعت فيه الدعوى القضائية ضد حزب الشعوب الديمقراطي، جُرد النائب عن حزب الشعوب الديمقراطي عمر فاروق جرجرلي أوغلو من حصانته البرلمانية. لإغلاق الحزب، يتعين على أغلبية ثلثي قضاة المحكمة الدستورية الحكم وفقًا لذلك.

## لائحة الاتهام
بدأت محكمة النقض تحقيقًا في حزب الشعوب الديمقراطي فيما يتعلق بإصدار لائحة اتهام منذ 2 مارس 2021. في 17 مارس 2021، رفع المدعي العام للدولة أمام محكمة النقض بكير شاهين دعوى قضائية أمام المحكمة الدستورية يطالب فيها بإغلاق حزب الشعوب الديمقراطي. تضمنت لائحة الاتهام اتهامات بعلاقات تنظيمية مع حزب العمال الكردستاني والعمل ضد وحدة الدولة. اعتبرت عضوية مؤتمر المجتمع الديمقراطي الموجود قانونًا دليلًا كافيًا على العضوية في منظمة إجرامية. كما دعت لائحة الاتهام إلى حظر المشاركة في الأنشطة السياسية لمدة خمس سنوات لـ687 سياسيًا من حزب الشعوب الديمقراطي، من بينهم جميع رؤسائه منذ وجوده. عَيّن زهتو أرسلان، رئيس المحكمة الدستورية، مقررًا مسؤولًا عن التحقق عن ما إذا كانت لائحة الاتهام قبل نظر قضاة المحاكم. لكن بناءً على طلب المقررين، أعادت المحكمة الدستورية لائحة الاتهام إلى المدعي العام لمحكمة النقض في 31 مارس بدعوى وجود أوجه قصور إجرائية ينبغي تصحيحها. في 7 يونيو 2021، قدم المدعي العام للمحكمة الدستورية لائحة اتهام معدلة من 850 صفحة، تؤكد مطالبته بإغلاق الحزب، مع تخفيض طلب الحظر السياسي إلى 451 سياسيًا، الذي قبلته المحكمة في 21 يونيو 2021.

## الدفاع
في نوفمبر 2021، قدم حزب الشعوب الديمقراطي دفاعه إلى المحكمة الدستورية إلى جانب حكم المحكمة الأوروبية لحقوق الإنسان في قضية إغلاق حزب المجتمع الديمقراطي التي أدينت فيها تركيا وأمرت بدفع تعويض. أدان فريق الدفاع حقيقة أن التحقيقات تستخدم كدليل على حظر سياسي لـ451 سياسيًا من حزب الشعوب الديمقراطي من قبل النيابة العامة، وأكد أن ما يُتهم الحزب به أساسًا هو لجهوده في حل الصراع الكردي التركي خلال عملية السلام بين عامي 2013 و2015. تضمن العديد من الاتفاقيات الدولية الحق في السلام، ولا ينبغي أن تصبح الجهود المبذولة في عملية بناء السلام موضوعا لقضية الإغلاق.

## ردود الأفعال

### دوليًا
اعتبر العديد من المراقبين السياسيين الغربيين إغلاق أحد أكبر الأحزاب في تركيا أمرًا غير ديمقراطي وسلطوي. تم إغلاق القضية إلى حد كبير منذ مارس 2021، ويُنظر إلى الأحداث على نطاق واسع في سياق قبضة أردوغان الضعيفة على السلطة، لا سيما في المناطق ذات الأغلبية الكردية في تركيا. عارضت وزارة الخارجية الأمريكية الإغلاق النهائي لحزب الشعوب الديمقراطي، وقالت أنه سيتعارض مع الحقوق الديمقراطية ويقوض إرادة الناخبين لجزء كبير من سكان تركيا. كما انتقدت ألمانيا وناتشو سانشيز أمور، مقرر الاتحاد الأوروبي بشأن تركيا، لائحة الاتهام. في 8 يوليو 2021، أدان البرلمان الأوروبي محاولات إغلاق الحزب من قبل القضاء التركي، زاعمًا أن الحزب تعرض للقمع منذ فترة طويلة إثر تعرض مئات من مكاتب حزب الشعوب الديمقراطي لهجمات في العامين 2015 و2016، وسُجن 4000 عضو بمن فيهم الرئيس المشارك السابق للحزب صلاح الدين دميرطاش الذي لم يُسمح له بمغادرة السجن رغم قرار المحكمة الأوروبية لحقوق الإنسان بإطلاق سراحه.

### محليًا
دافع مدير الاتصالات لدى الرئيس التركي فخر الدين ألطون عن لائحة الاتهام وزعم وجود روابط تنظيمية بين حزب الشعوب الديمقراطي وحزب العمال الكردستاني المصنف كمنظمة إرهابية من قبل عدة دول. وانتقد دولت بهجلي عودة لائحة الاتهام إلى محكمة النقض، وطالب بإغلاق المحكمة الدستورية، وطالب المدعي العام بتصحيح أوجه القصور من أجل إغلاق حزب الشعوب الديمقراطي. زعم سياسيون من حزب الشعوب الديمقراطي أنه لا يمكن إغلاق الحزب فقط، فالحزب ليس مجرد حزب، ولكنه أيضًا فكرة من شأنها أن تتحمل الإغلاق النهائي للحزب. بالإشارة إلى ما كشفه سادات بيكر بشأن الفساد الحكومي من قبل زعيم الجريمة، فقد اتهم حزب الشعوب الديمقراطي حزب العدالة والتنمية بالرغبة في «تحديث سلطته» بقضية الإغلاق. في نفس اليوم الذي قبلت فيه المحكمة الدستورية لائحة الاتهام الثانية، أعرب الرئيس المشارك لحزب الشعوب الديمقراطي مدحت سنجار عن أسفه لأن المحكمة قبلتها رغم الهجوم على مقر حزب الشعوب الديمقراطي في إزمير والذي تسبب في مقتل عضوته دنيز بويراز، كما اتهم حزب الحركة القومية وحزب العدالة والتنمية بالقيام بحملة استمرت أشهرًا لإغلاقه قائلًا: «لقد أدلوا بتصريحات على منصات مختلفة تصور حزب الشعوب الديمقراطي على أنه عدو».